# Turcomenistão nos Jogos Paralímpicos de Verão de 2012
O Turcomenistão participou dos Jogos Paralímpicos de Verão de 2012, que aconteceram na cidade de Londres, no Reino Unido.

## Desempenho

### Levantamento de peso
Masculino
| Atletas        | Evento   | Resultado | Posição |
| -------------- | -------- | --------- | ------- |
| Mekan Agalikov | -52 kg   | 150,0     | 8º      |
| Sergey Meladze | -67.5 kg | 180,0     | 6º      |

Feminino
| Atletas            | Evento   | Resultado | Posição |
| ------------------ | -------- | --------- | ------- |
| Valentina Simakova | -67.5 kg | 95,0      | 7º      |
| Jennet Orjiyeva    | -75 kg   | 85,0      | 7º      |